# Gyula Polgár
Gyula Polgár (8 de fevereiro de 1912 - 18 de junho de 1992) foi um futebolista húngaro. 

## Carreira
Gyula Polgár fez parte do elenco da Seleção Húngara de Futebol das Copas do Mundo de 1934 e 1938. Ele fez apenas uma partida em 1938, na derrota para a Itália por 4-2.

## Ligações Externas
- Perfil em Fifa.com (em inglês)